# 故意缄默
故意缄默（英語：Mute of malice），或拒不答辩，是指刑事案件中的被告蓄意选择不发言，而非因生理或心理原因无法发声。
英国司法实践中，主审之前会进行一次单独的庭审，以确定被告是“故意缄默”还是因“神的造访”而失声。过去，如果陪审团认定被告是“故意缄默，” 则会对其施以酷刑，直到他开口或死亡。2023年，在牛津皇家法院的一起刑事案件中，一位无律师代理的被告拒绝在庭上发言，陪审团先裁定他为“故意缄默”，随后又判决他所涉刑事罪名成立。主审法官表示，这是他40年职业生涯中首例故意缄默判决。“故意缄默”意味着被告故意假装失声，而“神的造访”则并非意味着“神明降临将其击哑。”
在荷兰，被告在任何情况下（例如在法庭审理或警方讯问期间）都享有宪法赋予的緘默權和拒绝自证其罪的权利。
该概念在美国法学中几乎不存在（甚至没有出现在《布莱克法学词典》中），因为蓄意选择不发言是一项宪法权利；辩护律师可以代为答辩，被告无需作证（根据格里芬诉加利福尼亚州一案对美國憲法第五修正案的解释）。